# Auguste Godinet
Victor Auguste Godinet (Ginebra, Suiza, 30 de enero de 1853-Lyon, 1 de marzo de 1936) fue un deportista francés que compitió en vela en la clase tonelaje. Participó en los Juegos Olímpicos de París 1900, obteniendo dos medallas de plata en la clase 2 – 3 Ton (regata 1 y 2).

## Palmarés internacional
| Juegos Olímpicos | Juegos Olímpicos | Juegos Olímpicos | Juegos Olímpicos     |
| Año              | Lugar            | Medalla          | Clase                |
| ---------------- | ---------------- | ---------------- | -------------------- |
| 1900             | París (Francia)  | Medalla de plata | 2 – 3 Ton (regata 1) |
| 1900             | París (Francia)  | Medalla de plata | 2 – 3 Ton (regata 2) |